# Goździeniowiec wrzecionowaty

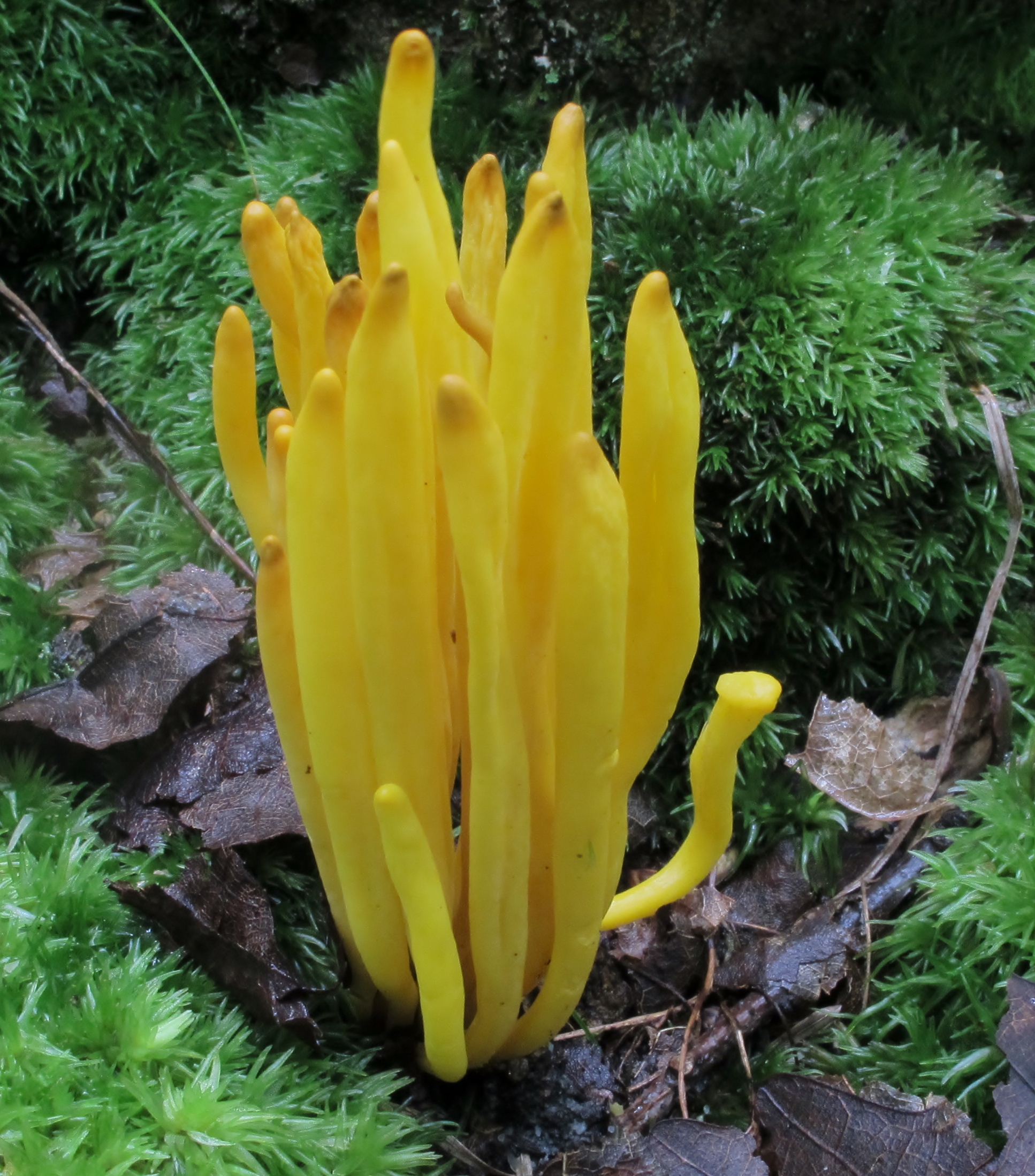

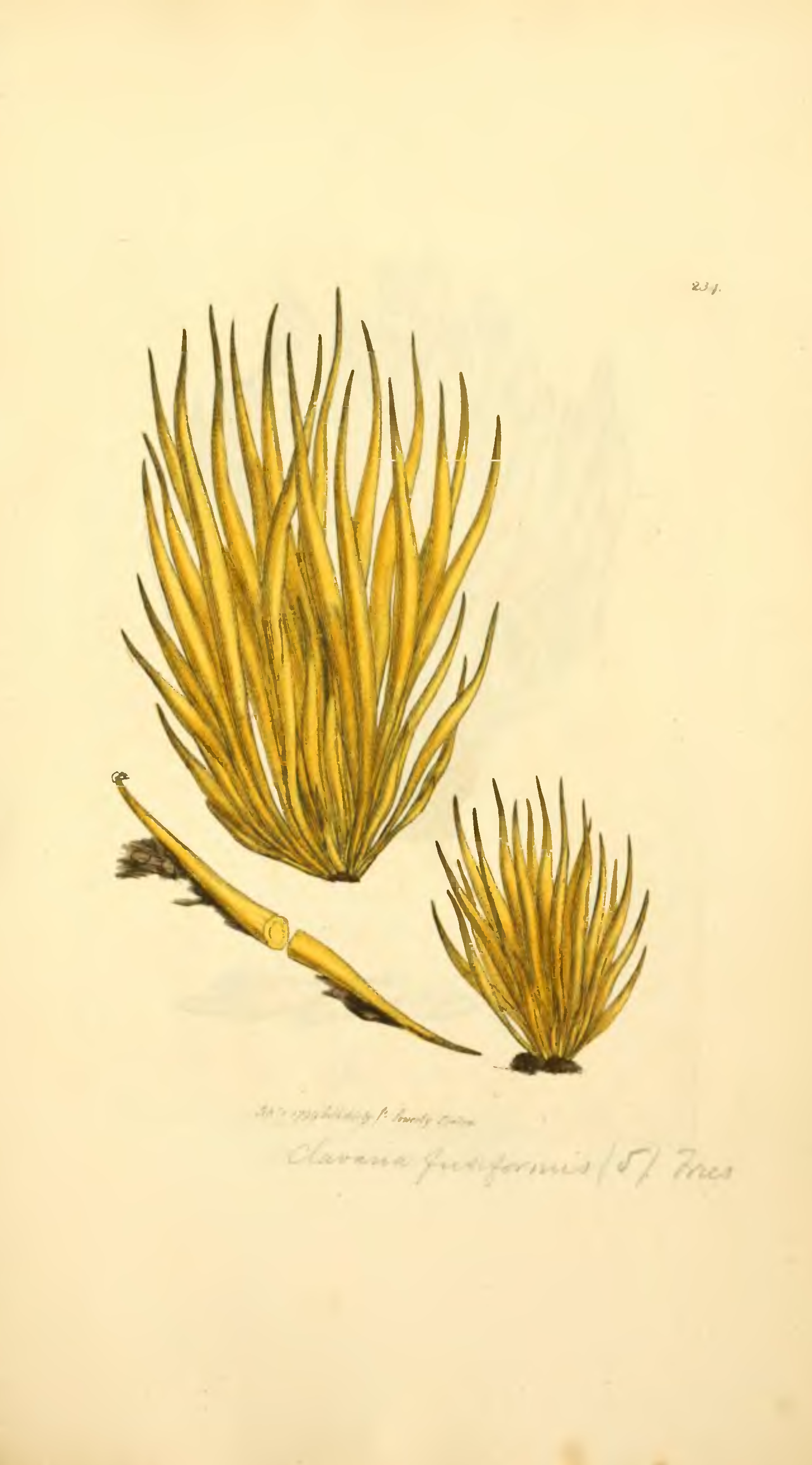
Tablica 234. z książki Coloured Figures of English Fungi or Mushrooms, James Sowerby, Londyn, 1797

Goździeniowiec wrzecionowaty (Clavulinopsis fusiformis (Sowerby) Corner) – gatunek grzybów z rodziny goździeńcowatych (Clavariaceae).

## Systematyka i nazewnictwo
Pozycja w klasyfikacji według Index Fungorum: Clavulinopsis, Clavariaceae, Agaricales, Agaricomycetidae, Agaricomycetes, Agaricomycotina, Basidiomycota, Fungi.
Po raz pierwszy takson ten zdiagnozował w 1799 r. James Sowerby, nadając mu nazwę Clavaria fusiformis. Obecną, uznaną przez Index Fungorum nazwę, nadał mu w 1950 r. Edred John Henry Corner, przenosząc go do rodzaju Clavulinopsis. Synonimy:

- Clavaria ceranoides Pers. 1801
- Clavaria compressa Schwein. 1832
- Clavaria fusiformis Sowerby 1799
- Clavaria fusiformis f. aurantiaca S. Imai 1941
- Clavaria fusiformis Sowerby, 1797 f. fusiformis
- Clavaria fusiformis var. ceranoides W.G. Sm 1908
- Clavaria fusiformis var. congoensis Beeli 1926
- Clavaria fusiformis Sowerby 1799 var. fusiformis
- Clavaria inaequalis var. fusiformis (Sowerby) Fr. 1828
- Clavaria platyclada Peck 1896
- Clavulinopsis fusiformis var. bispora K.S. Thind & Sharda 1982
- Clavulinopsis fusiformis (Sowerby) Corner 196 var. fusiformis
- Ramaria ceranoides (Pers.) Gray 1821
- Ramariopsis fusiformis (Sowerby) R.H. Petersen 1978

Nazwę polską zaproponował Władysław Wojewoda w 2003 r.

## Morfologia
Owocnik
Tworzy gęste kępki nierozgałęzionych pałeczek o wysokości 5–15 cm. Każda z pałeczek ma średnicę do 1,5 cm i wyrasta z delikatnie filcowatej, białej podstawy. Pałeczki na przekroju poprzecznym są cylindryczne, ale dość często spłaszczone, a czasami podłużnie rowkowane. Mają zazwyczaj spiczasty wierzchołek. W stanie suchym mają barwę od jasnożółtej do żółtopomarańczowej.
Miąższ
Żółty, cienki, bez wyraźnego zapachu, w smaku gorzki.
Cechy mikroskopowe
Wysyp zarodników biały. Zarodniki 5–9 × 4,5–9 μm, elipsoidalne do prawie kulistych, gładkie, z wyraźnym dzióbkiem o długości 1–2 μm. Podstawki ze sprzążkami, maczugowate, o długości 40–65 μm, 4-zarodnikowe, choć zdarzają się również 2-zarodnikowe i 3-zarodnikowe. Strzępki w miąższu są dwóch rodzajów; nabrzmiałe o szerokości do 12 μm i wąskie o szerokości do 4 μm.
Gatunki podobne
Przede wszystkim goździeniowiec piękny (Clavulinopsis laeticolor). Także ma mocno żółty kolor, ale jest mniejszy, ma wysokość do 5 cm, nie ma szpiczastych wierzchołków i ma skłonność do wzrostu pojedynczo, rozproszonego lub w luźnych grupach. Podobną barwę mają również goździeniowiec miodowy (Clavulinopsis helvola) i goździeniowiec żółtobiały (Clavulinopsis luteoalba), ale są mniejsze i zazwyczaj nie rosną w kępkach.

## Występowanie i siedlisko
Występuje w Ameryce Północnej, Południowej, Europie, Azji. W Ameryce Północnej jest szeroko rozprzestrzeniony, zwłaszcza w jej północnej części. W Chinach jest jednym z dominujących gatunków grzybów wielkoowocnikowych w lasach na wysokości 2600–3500 m. Na terenie Polski, w piśmiennictwie naukowym do 2003 r. podano 5 stanowisk. Owocniki wyrastają od lata do jesieni w lasach liściastych lub iglastych w trawie i wśród mchów.

## Znaczenie
Saprotrof. Nie jest grzybem trującym, jednakże część atlasów podaje, że jest jadalny, a inne, że jest niejadalny. Wynika to prawdopodobnie z jego gorzkawego smaku. Owocniki są powszechnie zbierane i spożywane w Nepalu, gdzie lokalnie znany jest pod nazwą Kesari chyau.